# Етно село „Троношки вајати”
Етно село „Троношки вајати” се налазе у селу Коренита, на путу који води до манастира Троноше.
Етно село „Троношки вајати” породице Лукић, који је формиран у циљу очувања грађевина народног неимарства и етнографског садржаја из 19. и почетка 20. века, спојен са туристичком понудом и културним дешавањима, успео је покушај мешања традиције и данашњих потреба.
Објекти који су из читавог јадарског краја пренети су овде, у долину реке Троноше, чувају сећање на обичаје, старе занате и народно градитељство нашег народа. Читав простор је пребогат садржајима, уређен је веома осмишљено и ненаметљиво. Ентеријер објеката прати особеност стила у ком је читаво етно село изграђено.
Пријатна атмосфера спољашњег амбијента пренета је и на унутрашњот свих објеката у етно селу. Домаћини који су осмислили и изградили етно село Троношки вајати, успели су у својој замисли да гостима приближе живот нашег села из давнина.
Садржај етно села је опремљен „дућаном”-продавницом , етно радионицом, „Ђедовом пушницом”, печењаром, воденицом поточаром, завичајним музејом, собама за смештај и преноћиште, етно рестораном...

## Kултурно-уметнички догађаји
У оквиру етно села у току године се организују многобројни културно-уметнички догађаји као што су:
- ликовна колонија,[1]
- концерти,
- музички фестивали,
- дани фолклора,
- дани фруле,
- дани приповедања,
- песничке вечери,
- радионице и др.

## Знаменитости
У околини етно селса су следеће знаменитости: Манастир Троноша, Музеј на отвореном, Добропоточка црква, Антрополошки музеј, Гучево, Текериш, Мачков камен, Зворничко језеро, Радаљско језеро, Радаљска бања, Бања Ковиљача